# 关笑楠
关笑楠，中华人民共和国政治人物、全国脱贫攻坚先进个人。

## 生平
关笑楠任陕西省咸阳市淳化县原县长助理（挂职），交通运输部运输服务司道路客运管理处处长。因在脱贫攻坚战中作出突出贡献，2021年2月25日全国脱贫攻坚总结表彰大会上，关笑楠被授予“全国脱贫攻坚先进个人”。